# Santana do Araguaia
Santana do Araguaia – miasto i gmina w Brazylii, w stanie Pará. Znajduje się w mezoregionie Sudeste Paraense i mikroregionie Conceição do Araguaia.